# Aleksandar Hemon
Aleksandar Hemon, né le 9 septembre 1964 à Sarajevo, est un écrivain américain d'origine bosnien.

## Biographie
Aleksandar Hemon a des origines ukrainienne par son père, et une mère serbe. Son arrière-grand-père, Teodor Hemon, est venu d'Ukraine en Bosnie avant la Première Guerre mondiale, lorsque les deux pays faisaient partie de l'Empire austro-hongrois.
Il suit des études à l'université de Sarajevo où il obtient une licence en littérature en 1990. Il part pour Chicago en 1992, mais en connaissant très peu la langue anglaise. Il choisit de rester aux États-Unis en raison des guerres de Yougoslavie qui ravagent la région. Il portera un regard très critique sur les dérives nationalistes et sur le néolibéralisme.
En 1995, il commence à écrire en anglais, et ses textes paraissent dans The New Yorker, Esquire, The Paris Review, etc.
Son premier livre, The Question of Bruno (2000), traduit en France par les Éditions Robert Laffont (De l'esprit chez les abrutis, 2000), marque une figure littéraire très originale. Mélange de nouvelles, de notices encyclopédiques, d'images d'archives et de souvenirs autobiographiques, c'est pourtant une œuvre très construite et très touchante. Il témoigne entre autres de la guerre en Yougoslavie. Il rencontre rapidement un vif succès international.
En 2002, il publie Nowhere Man, traduit par Robert Laffont sous le titre L'espoir est une chose ridicule (2003).
Le 1er mai 2008, Hemon a publié "Le Projet Lazarus", inspiré de l'histoire de Lazarus Averbuch, qui présentait des photographies de l'ami d'enfance de Hemon, le photographe Velibor Božović. Le roman a été finaliste pour le National Book Award 2008, le National Book Critics Circle Award 2008, et a été nommé Livre de l'année par le "New York Times Notable Book" et New York (magazine) .
En octobre 2019, Hemon s'est joint à de nombreux intellectuels dans un tollé public international en réponse à la décision du Comité Nobel d'attribuer à Peter Handke un prix Nobel de littérature au début du mois (citant le soutien de Handke à Slobodan Milošević et la négation du génocide bosniaque). Hemon a écrit un article d'opinion dans le New York Times, critiquant le comité Nobel pour sa décision.
Hemon est actuellement professeur d'écriture créative à l'Université de Princeton, où il vit avec sa seconde épouse, Teri Boyd, et leurs filles Ella et Esther.

## Œuvres traduites en français

### Romans
- De l'esprit chez les abrutis [« The Question of Bruno »], Paris, trad. de Johan-Frédérik Hel Guedj, Éditions Robert Laffont, coll. « Pavillons », 2000, 261 p. (ISBN 978-2-221-09148-7)
- L'espoir est une chose ridicule [« Nowhere Man »], Paris, trad. de Johan-Frédérik Hel Guedj, Éditions Robert Laffont, coll. « Pavillons », 2003, 306 p. (ISBN 978-2-221-09149-4)
- Le projet Lazarus [« Project Lazarus »], Paris, photos de Velibor Bozovic, trad. de Johan-Frédérik Hel Guedj, Éditions Robert Laffont, coll. « Pavillons », 2010, 381 p. (ISBN 978-2-221-11188-8)- Prix Jan Michalski de littérature 2010[5]
- Un monde de ciel et de terre [« The World and All That It Holds »], Paris, trad. de Michèle Albaret-Maatsch, Éditions Calmann-Levy, 2023, 500 p. (ISBN 9782702188316)

### Recueil de nouvelles
- Amour et obstacles, Paris, trad. par Johan-Frédérik Hel Guedj, Éditions  Robert Laffont, coll. « Pavillons », 2012, 248p,  (ISBN 978-2-221-11188-8)

### Essai
- Aleksandar Hemon, Theo Hakola, Eva Almassy, et Rafael Torres, De la mémoire du réel à la mémoire de la langue : Réel, fiction, langage, Nantes, France, Éditions Cécile Defaut, 2006, 151 p. (ISBN 978-2-35018-029-8)